# Liliane Chappuis

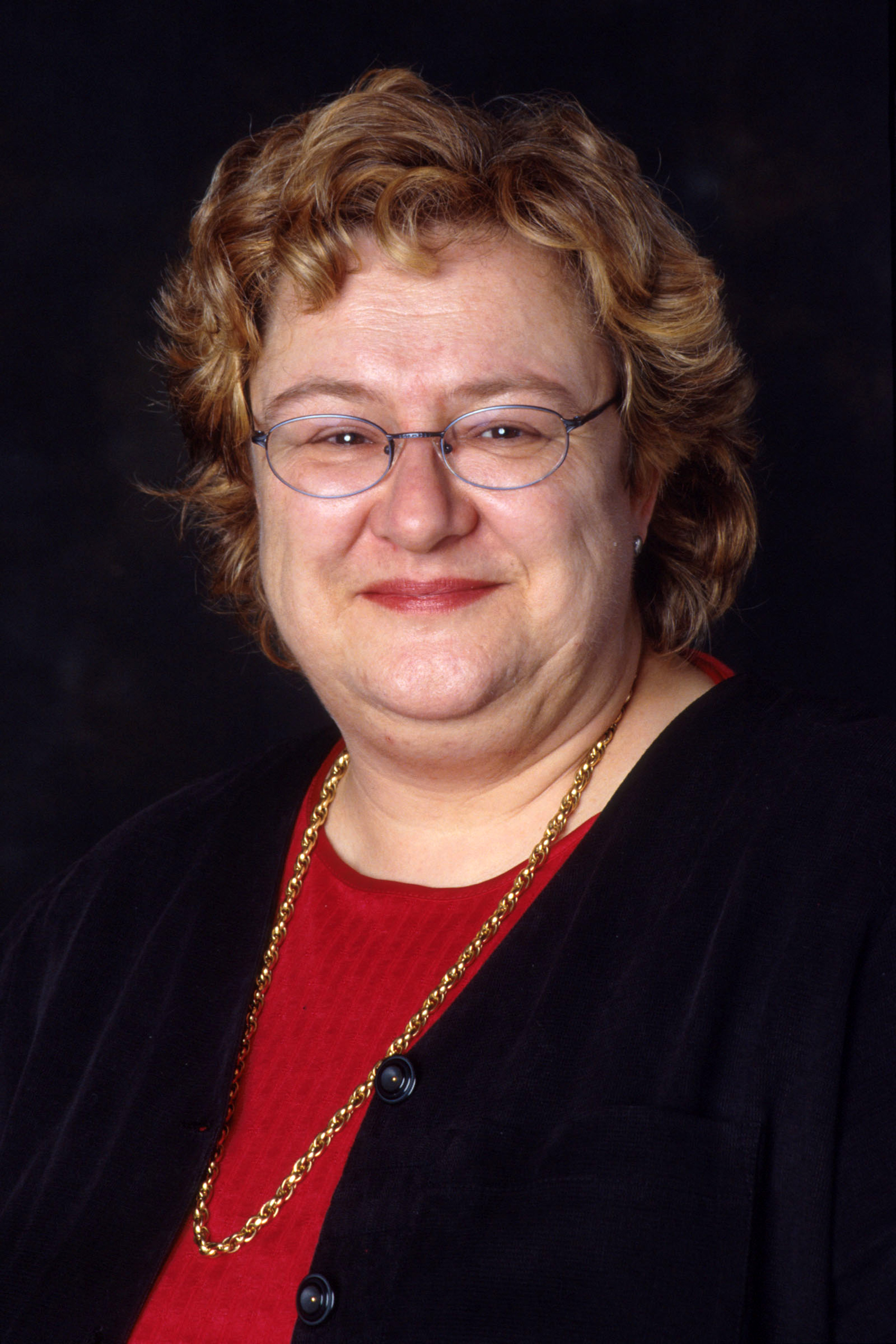
Liliane Chappuis

Liliane Chappuis (* 27. Juni 1955 in Freiburg im Üechtland; † 25. Juni 2007 in Corpataux-Magnedens) war eine Schweizer Politikerin (SP).

## Biografie
Chappuis begann ihre politische Karriere 1986 in Corpataux-Magnedens im Kanton Freiburg, wo sie in die Gemeinde-Exekutive gewählt wurde. 1996 wurde sie Stadtpräsidentin. Als Vertreterin der Sozialdemokraten war sie von 1990 bis 1999 im Freiburger Grossen Rat, von 1997 bis 2002 war sie zudem Präsidentin der Kantonalpartei. Bei den Schweizer Parlamentswahlen 1999 wurde sie in den Nationalrat gewählt. Nachdem sie die Wiederwahl bei den Wahlen 2003 nicht geschafft hatte, rutschte sie Anfang 2007 für Erwin Jutzet nach, der in den Freiburger Staatsrat gewählt worden war.
Neben ihren politischen Ämtern war sie ausserdem Mitglied im Zentralvorstand von Procap, einer Schweizer Selbsthilfeorganisation für Menschen mit Behinderung, Präsidentin der Freiburger Organisation La Traversée, die Personen mit sozialen und psychischen Problemen betreut, Vizedirektorin des Internet-Bildungsservers educa.ch und Direktionsmitglied der Schweizerischen Fachstelle für Informationstechnologien im Bildungswesen (SFIB), wo sie für Finanzen, Personalpolitik und die technischen Belange zuständig war.
Chappuis war eine Hauptdarstellerin im Dokumentarfilm Mais im Bundeshuus. Am Abend des 25. Juni 2007 starb sie an einem Infarkt, zwei Tage vor ihrem 52. Geburtstag. Ihr Nachfolger ist der Grossrat Jean-François Steiert. Er war bei den letzten Neuwahlen vor ihrem Tod auf dem zweiten Ersatzplatz hinter Chappuis gelandet und im Mai 2007 von seiner Partei für die Nationalratswahlen nominiert worden.